# Ban Bí thư Ban Chấp hành Trung ương Đảng Cộng sản Liên Xô khóa XXIII (1966–1971)
Ban Bí thư Ban Chấp hành Trung ương Đảng Cộng sản Liên Xô khóa XXIII (1966–1971) được bầu tại Hội nghị Trung ương lần thứ nhất của Ban chấp hành Trung ương Đảng Cộng sản Liên Xô khóa XXIII được tổ chức ngày 8/4/1966.

## Ủy viên
| Hạng | Tên (sinh–mất)                  | Bắt đầu    | Kết thúc  | Thời gian       | Ghi chú                                         |
| ---- | ------------------------------- | ---------- | --------- | --------------- | ----------------------------------------------- |
| 1    | Leonid Brezhnev (1906–1982)     | 8/4/1966   | 9/4/1971  | 5 năm, 2 ngày   | Bầu Tổng Bí thư tại Hội nghị toàn thể lần thứ 1 |
| 7    | Yuri Andropov (1914–1984)       | 8/4/1966   | 21/6/1967 | 1 năm, 75 ngày  | Từ chức tại Hội nghị lần thứ 5                  |
| 5    | Pyotr Demichev (1918–2000)      | 8/4/1966   | 9/4/1971  | 5 năm, 2 ngày   | —                                               |
| 9    | Ivan Kapitonov (1915–2002)      | 8/4/1966   | 9/4/1971  | 5 năm, 2 ngày   | —                                               |
| 10   | Konstantin Katushev (1927–2010) | 10/4/1968  | 9/4/1971  | 2 năm, 364 ngày | —                                               |
| 4    | Andrei Kirilenko (1906–1990)    | 8/4/1966   | 9/4/1971  | 5 năm, 2 ngày   | Bí thư thứ 2 Ban Bí thư (1966-1982)             |
| 11   | Fyodor Kulakov (1918–1978)      | 8/4/1966   | 9/4/1971  | 5 năm, 2 ngày   | —                                               |
| 8    | Boris Ponomarev (1905–1995)     | 8/4/1966   | 9/4/1971  | 5 năm, 2 ngày   | —                                               |
| 12   | Aleksandr Rudakov (1910–1966)   | 8/4/1966   | 10/6/1966 | 63 ngày         | Mất khi tại nhiệm.                              |
| 3    | Alexander Shelepin (1918–1994)  | 13/12/1966 | 26/9/1967 | 4 năm, 117 ngày | Bầu tại Hội nghị lần thứ 3                      |
| 13   | Mikhail Solomentsev (1913–2008) | 13/12/1966 | 9/4/1971  | 4 năm, 117 ngày | Bầu tại Hội nghị lần thứ 4                      |
| 2    | Mikhail Suslov (1902–1982)      | 8/4/1966   | 9/4/1971  | 5 năm, 2 ngày   | Bí thư thứ 2 Ban Bí thư (1966-1982)             |
| 6    | Dmitriy Ustinov (1908–1984)     | 8/4/1966   | 9/4/1971  | 5 năm, 2 ngày   | —                                               |